# Sokoto
Sokoto je glavni grad istoimene nigerijske savezne države. Leži na krajnjem sjeverozapadu Nigerije, manje od 100 km udaljen od granice s Nigerom.
Ime grada dolazi od arapske riječi suk, u značenju "tržnica". Dominantna djelatnost gradskog stanovništva je poljoprivreda. Oko 10 km južno od grada nalazi se zračna luka, odakle se leti do Abuje, Kana i Lagosa.
Prema popisu iz 1991., Sokoto ima 329.639 stanovnika. Stanovništvo je većinom muslimansko, sastavljeno od članova etničkih skupina Hausa i Fulani. Osim što je savezna država, Sokoto je i kalifat kojim upravlja sultan, ujedno i duhovni vođa svih nigerijskih muslimana.

## Vanjske poveznice

### Ostali projekti
|  | Zajednički poslužitelj ima još gradiva o temi Sokoto |